# 塩谷桑平
塩谷 桑平（しおのや そうへい、旧姓・広岡、1876年（明治9年）3月 - 没年不明）は、日本の商人（酒類商）、実業家、政治家。中遠鉄道、袋井運送、日本莚縄各社長。袋井合同運送取締役。静岡県磐田郡袋井町長。

## 経歴
静岡県・広岡久左衛門の長男。1887年に塩谷紳太郎の養子となり1900年に家督を相続する。酒類醸造仲買商を営む。

## 人物
趣味は書画、骨董。宗教は曹洞宗、禅宗。住所は静岡県磐田郡袋井町田端、笠西村高尾（のち袋井町高尾、現・袋井市高尾町）。

## 家族
塩谷家
- 妻・きく（1883年 - ?、静岡、古田庄太郎の二女）[1][4]
- 長男・喜男（1908年 - ?）[2]
- 三男（分家）[1][3]
- 五男（静岡、原田藤四郎の養子となる）[1][3][4]
- 六男・邦夫（1917年 - ?）[2]
- 七男・一夫[2]（1920年 - 1989年、衆議院議員）
- 孫・立（衆議院議員、1950年 - ）